# Pedro Ruiz de Azagra
Pedro Ruiz (Rodríguez) de Azagra (Navarra, siglo XII - 18 de noviembre de 1186) fue un noble y hombre de armas navarro que se estableció en el señorío independiente de Albarracín, el cual permaneció bajo esta condición hasta 1284.

## Orígenes familiares
Era el segundo hijo de Rodrigo Pérez de Azagra, señor de Valtierra y de Estella, fallecido después de 1161, y de su esposa Toda López de Alagón. Su hermano mayor fue Gonzalo Ruiz de Azagra y su hermano menor, y a la postre sucesor suyo, Fernán Ruiz de Azagra.

## Biografía
Junto con su suegro, se desvinculó del reino de Navarra prácticamente al mismo tiempo, probablemente porque no aceptaron la sucesión de Sancho VI de Navarra en 1154, después de la muerte de su padre García Ramírez.
Entró a formar parte entonces de las huestes a servicio de Muhammad ibn Mardanis, a la sazón gobernante de la taifa de Valencia y Murcia, entre 1166 y 1168, aunque también podría haber sido durante los años 1169–1170. Ibn Mardanis le confió el señorío de Albarracín con la idea de defender el flanco norte de su taifa del expansionismo de Alfonso II de Aragón. 
Pedro comenzó inmediatamente a cristianizar su señorío, erigiendo iglesias y fundando un obispado. Su negativa a reconocer la soberanía aragonesa a través de su obispo Martin, el cual rechazó reconocer la supremacía del Obispo de Zaragoza, a pesar de ser ordenado para que así fuera por el mismísimo Papa. Pedro también repobló la región de Albarracín, mayoritariamente con colonos provenientes de Navarra.
Pedro se mostró generalmente amistoso con Navarra y con Alfonso VIII de Castilla. En agosto de 1170, él mismo junto con su hermano Gonzalo toman parte en la comitiva enviada por Alfonso VIII para conocer a su prometida, Leonor, en Burdeos escoltándola hasta la presencia del rey. Sin embargo, cuando su suegro se alineó con Castilla, Pedro permaneció neutral. En 1172, Cerebruno, el arzobispo de Toledo en Castilla y primado de España, consagró al obispo de Santa María de Albarracín y le incorporó a su diócesis. En 1176, Pedro el cual se auto intitulaba como vasallo de Santa María, un título que emplearían la mayoría de sus sucesores, proclamaba ninguna soberanía en la tierra sobre él, exceptuando la Virgen María en el cielo.
En enero de 1180 le vemos firmando en la tercera columna del Fuero de Villasila y Villamelendro firmado en Carrión de los Condes como Petrus Roderici de Azagra, confirmat.
Un tal "Peire Rois" mencionado en el poema Quan vei pels vergiers despleiar, donde el sirviente de Bertran de Born, sea probablemente el citado Pedro Ruiz de Azagra. Compuesto probablemente en 1184, la canción de Bertran es la segunda arenga anti Aragonesa.

## Matrimonio y descendencia
Pedro se casó con Toda Pérez de Arazuri, la hija de otro noble navarro, Pedro de Arazuri, señor de Tudela, con quien tuvo:
- Toda Pérez de Azagra (? - 16 de enero de 1216), casó en 1193 con Diego López II de Haro "el Bueno", V señor de Vizcaya, y con quien tuvo descendencia, siendo su segunda esposa y posteriormente su viuda, se encuentra enterrada junto a su marido en el claustro de los caballeros del monasterio de Santa María la Real de Nájera.
- Sancha Pérez de Azagra, esposa de Lope de Varea.

No dejó descendencia masculina directa, sucediéndole su hermano menor Fernán.